# Polystichum acrostichoides
Polystichum acrostichoides là một loài thực vật có mạch trong họ Dryopteridaceae. Loài này được (Michx.) Schott miêu tả khoa học đầu tiên năm 1834.

## Hình ảnh

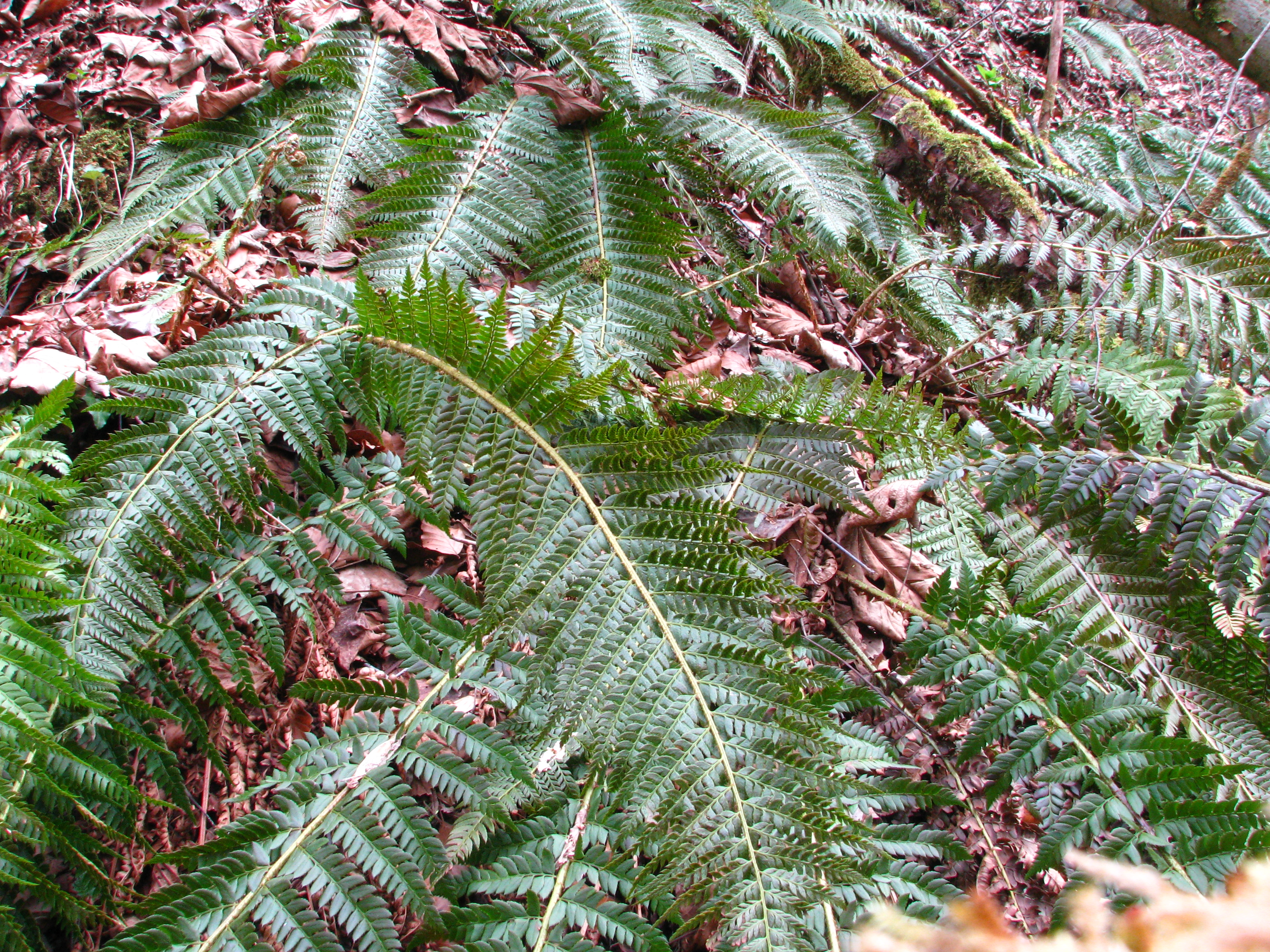
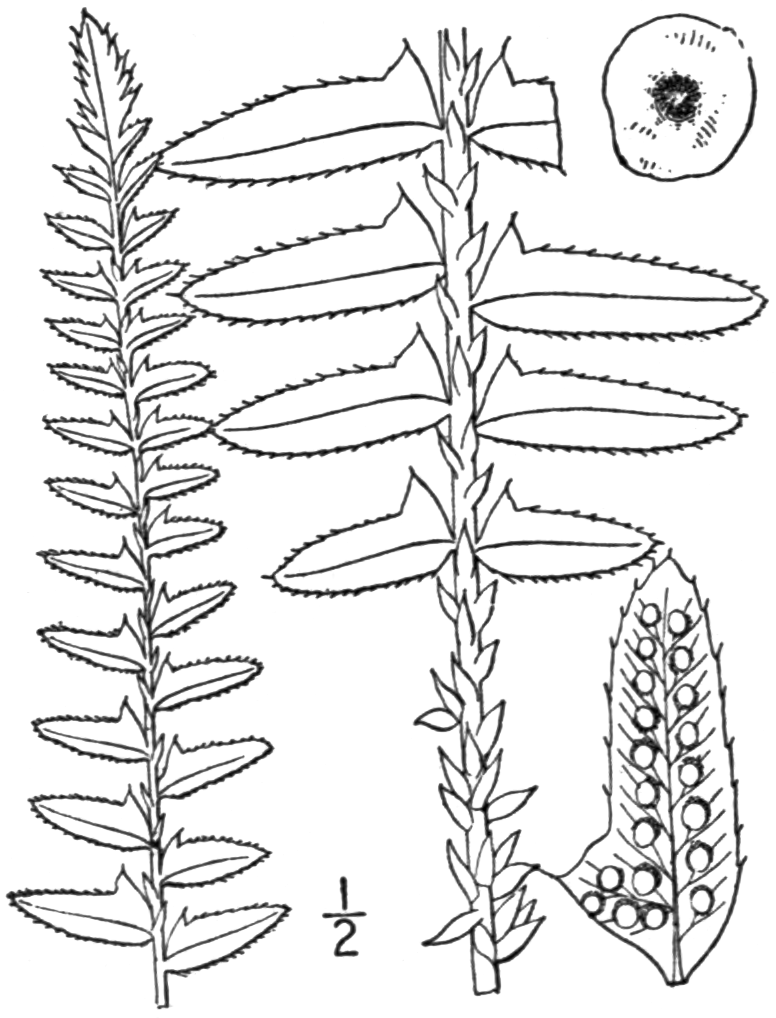
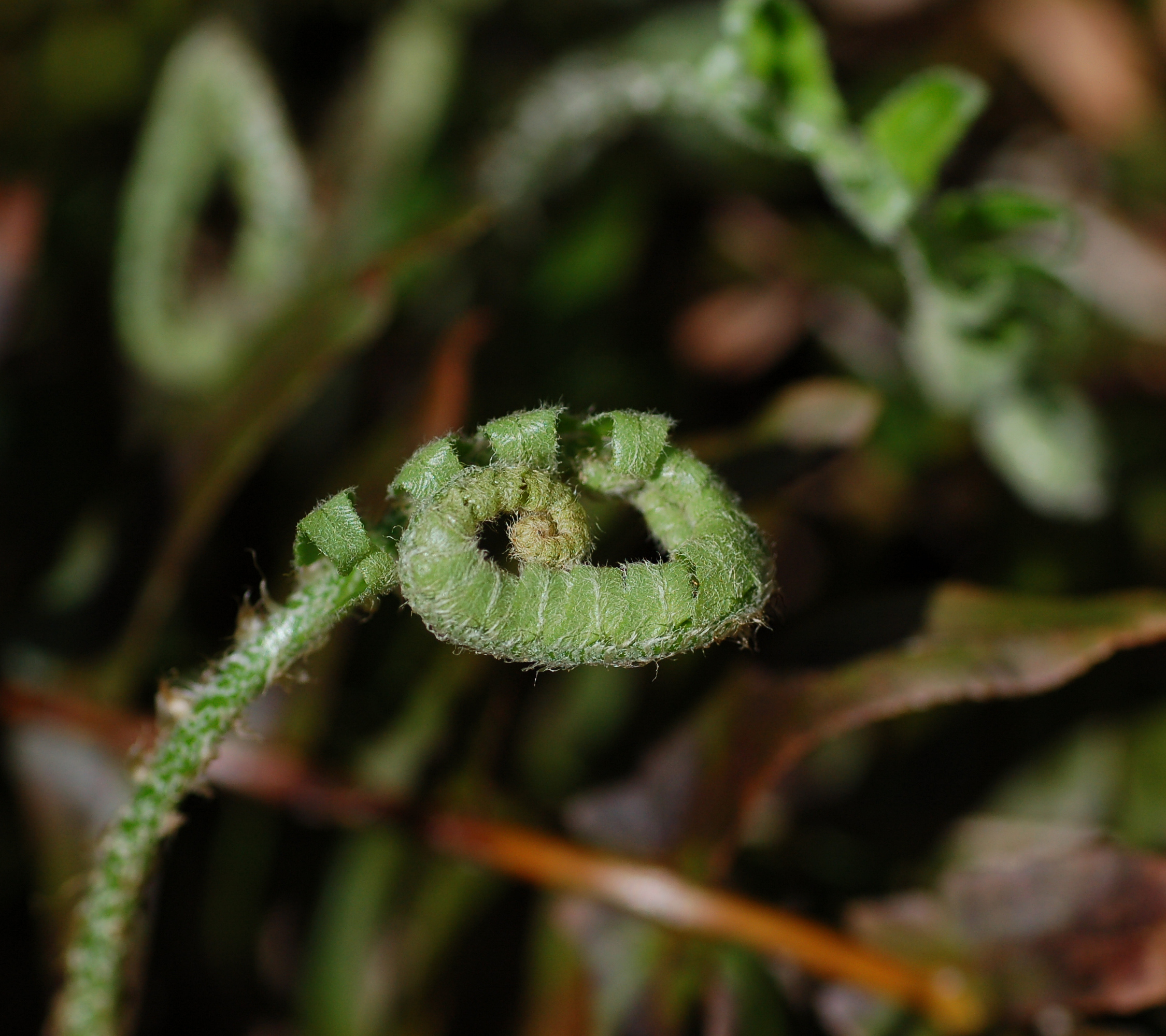
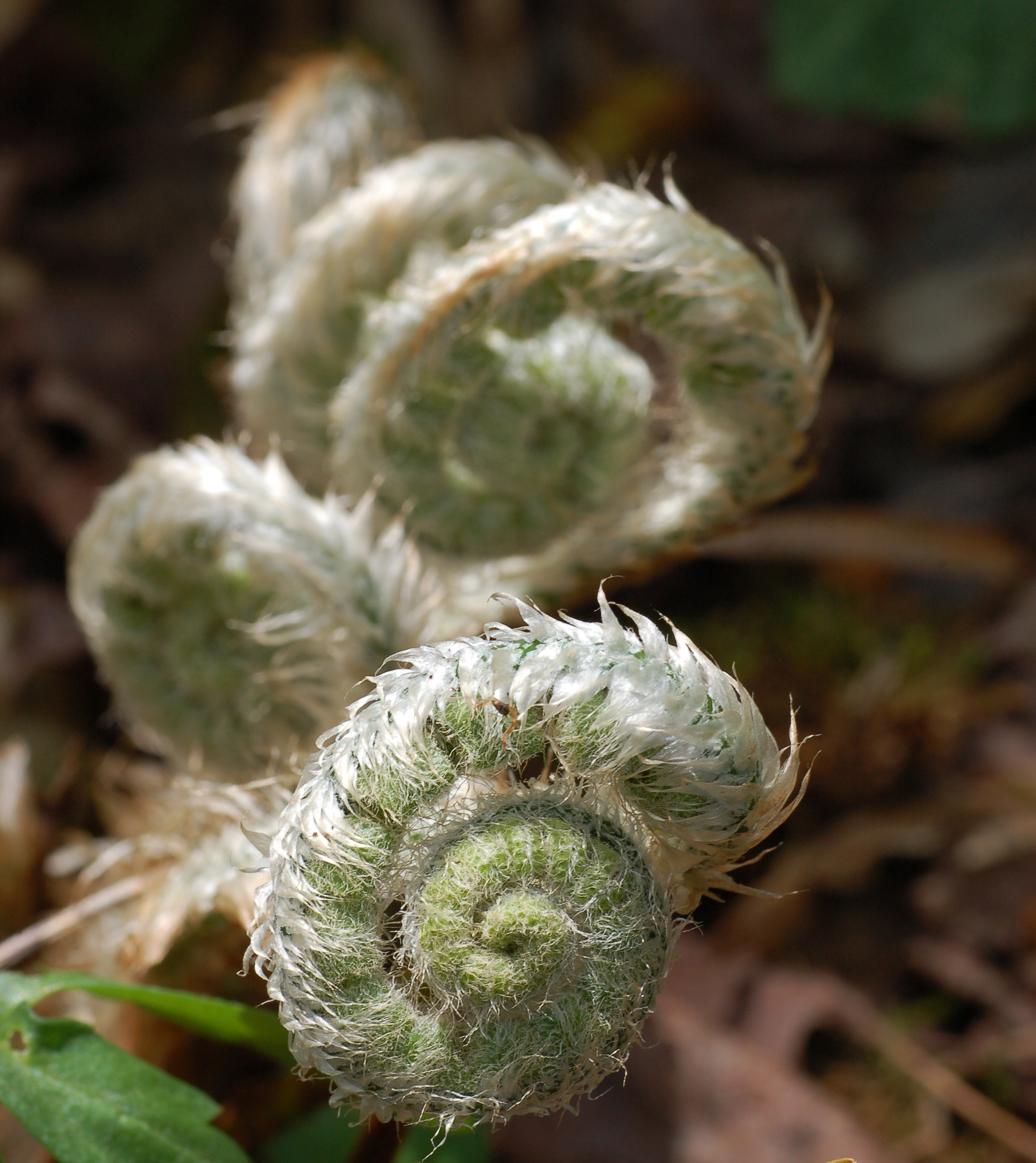